# Bembidion commotum
Bembidion commotum är en skalbaggsart som beskrevs av Thomas Casey. Bembidion commotum ingår i släktet Bembidion och familjen jordlöpare. Inga underarter finns listade i Catalogue of Life.